# Peter Jilemnický

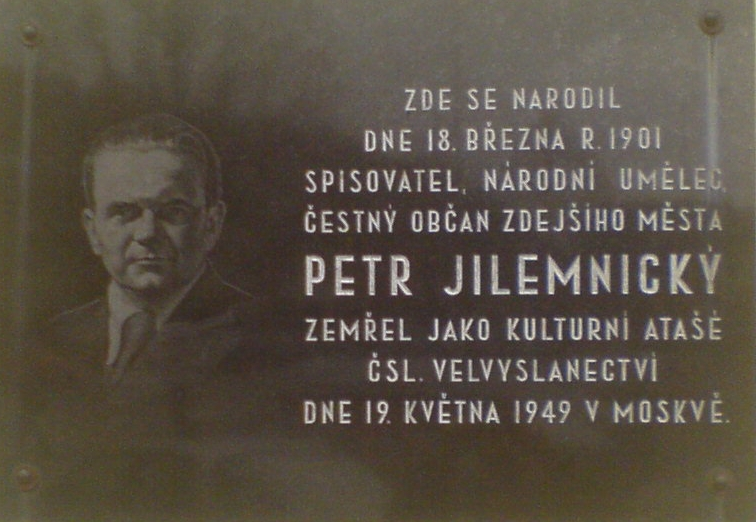

Peter Jilemnický (pseudonimy Al Arm, Peter Malý, Peter Hron) (ur. 18 marca 1901 w Letohradzie, Czechy zm. 19 maja 1949 w Moskwie) – słowacki pisarz i nauczyciel oraz polityk komunistyczny. 

## Dzieła
- 1921 - Devadesátdevět koní bílých, prozaická prvotina
- 1925 - Štrajk, proletárska dráma
- 1929 - Víťazný pád, románová prvotina
- 1929 - Dva roky v kraji Sovietov
- 1930 - Zuniaci krok
- 1932 - Pole neorané
- 1934 - Kus cukru
- 1937 - Kompas v nás
- 1938 - Návrat
- 1947 - Kronika
- 1947 - Cesta
- 1951 - Prečo som sa stal komunistom
- 1955 - Tri rozprávky
- Pěšinky (po rosyjsku)
- Oheň majáků (po rosyjsku)